# Havmand
Havmænd er - ligesom havfruer - mytiske undervandsvæsener, som bor dybt nede på havbunden.

## Beskrivelse
Der er for få eller ingen kildehenvisninger i denne artikel, hvilket er et problem. Du kan hjælpe ved at angive troværdige kilder til de påstande, som fremføres i artiklen.

Havmænd har ikke en fantastisk sangstemme som havfruer, da dette stammer fra sirener.
Der er meget få beretninger om havmænd sammenlignet med antallet af beretninger om havfruer.
Ifølge gamle historier bor havmænd sammen med havfruer nede på havets bund i en by, der hedder Atlantika. Ingen ved, hvor denne by befinder sig, og nogle mener, at den på en eller anden måde kan flytte sig rundt, og at det er derfor, havmænd er blevet set så mange steder i verden.
Andre mener, at Atlantika ligger på bunden af Atlanten, og at det er derfra, den har sit navn, og at forklaringen på at man har set havfruer mange steder i verden er fordi havfruer kan svømme utrolig hurtigt (dog ikke i længere tid ad gangen).
Atlantika og hele havbefolkningen bliver styret af en konge, som skulle være den mest vise blandt alle havfolk.
Havmænds og havfruers største fjende er hajer, da hajer ser havmænd og havfruer som forvoksede fisk, og hajer er de eneste dyr, der er store nok til at dræbe en havmand eller havfrue.
Havmænd er ligesom havfruer udødelige, så de kan ikke dø, medmindre de bliver slået ihjel af enten hajer eller mennesker.

## I virkeligheden
Kong Frederik 4. (1671-1730) nedsatte i 1723 en kommission, som skulle afgøre, om havmænd og lignende væsener virkelig eksisterede. Som vidner blev tre færgemænd fra Helsingør afhørt af byens borgmester, Andreas Bussæus (1679-1735). Færgemændene havde efter eget udsagn i Øresund ud for Hven set en krølhåret havmand med et lille hoved og sort skæg stå opret i vandet i flere minutter. De beskrev, at havmanden havde overkrop som et menneske, men fra bæltestedet og ned var som en fisk.
Andreas Bussæus’ konklusion efter vidneafhøringerne var klar:
»Dette af forbemeldte sete Monstrum eller usædvanlige Phænomenon, har virkelig været en Havmand, derpaa er ingen Tvivl«.
I 1855 fremførte Japetus Steenstrup i en afhandling indenfor zoologi, at havfruer og havmænd i virkeligheden må have været kæmpeblæksprutter.